# هارلان إي. بويلز
هارلان إي. بويلز هو سياسي أمريكي، ولد في 6 مايو 1929، وتوفي في 23 يناير 2003.